# Будівництво 585 і ВТТ
Будівництво 585 і ВТТ — підрозділ, що діяв в системі виправно-трудових установ СРСР.
Час існування: організований 23.05.49 (перейменований з Будівництва 505 і ВТТ;
закритий 14.05.53 (перейменований в Білогорський ВТТ).
Будівництво 505 і ВТТ було організоване між 17.03.49 і 15.04.49 (перейменоване з БУДІВНИЦТВА 880 І ВТТ);
закритий між 23.05.49 і 24.06.49 (перейменоване в БУДІВНИЦТВО 585 І ВТТ).

## Підпорядкування і дислокація
- ГУЛПС з відкриття (як наступник БУДІВНИЦТВА 505 І ВТТ);
- ГУЛАГ МЮ з 02.04.53

Дислокація: Мордовська АРСР, сел. Саров;
Горьковська область, сел. Шатки;
Горьковська область, сел. Саров на 12.10.49.

## Виконувані роботи
- будівництво залізничної лінії Шатки — Тупикова (Первомайськ),
- будівництво заводу № 550,
- реконструкція шосе,
- будівництво для Приволзької контори «Головміськстроя» (умовне найменування КБ-11, створеного для виготовлення атомних бомб),
- будівництво «радгоспу» і житла в районі ст. Потьма Рязанської залізниці,
- будівництво житла, об'єктів соціального культурного побуту, будинку відпочинку на ст. Берещино, обслуговування лісозаводу, ДОКу, цегельного заводу.